# Angelo di Acquapagana
Angelo di Acquapagana (1261 – Acquapagana, 19 agosto 1313) è stato un religioso italiano.
Eremita camaldolese, il suo culto come beato è stato confermato da papa Gregorio XVI nel 1845.

## Biografia
Abbracciò ventiquattrenne la vita religiosa come fratello converso nel monastero camaldolese di San Salvatore ad Acquapagana; passò poi al monastero di Valdicastro e infine fu riassegnato a quello di Acquapagana.
Con il permesso dei superiori, si ritirò a condurre vita eremitica in una grotta nei pressi del cenobio ma continuò a partecipare quotidianamente alla celebrazione dei sacramenti in comunità e alla recita corale dell'ufficio divino.

## Il culto
Fu sepolto nella chiesa abbaziale di Acquapagana e il 19 agosto 1630 Emilio Altieri, vescovo di Camerino, fece sistemare le sue reliquie nella chiesa eretta in suo onore.
Papa Gregorio XVI, con decreto del 24 luglio 1845, ne confermò il culto con il titolo di beato.
Il suo elogio si legge nel martirologio romano al 19 agosto.